# Periplus
Periplus: An Essay on Early History of Charts and Sailing Directions, és una obra acadèmica fonamental del baró Adolf Erik Nordenskiöld, publicada el 1897. Aquest llibre representa una fita dins l'estudi de la cartografia primerenca, oferint una exploració integral de cartes nàutiques, directrius de navegació i mapes manuscrits des de l'antiguitat fins a mitjans del segle XVII. Nordenskiöld, un geòleg destacat, mineralogista i explorador de l'Àrtic, va aportar el seu rigor científic i la seva passió per l'exploració a aquest projecte, documentant i reproduint meticulosament una àmplia gamma de mapes històrics. El seu treball no només preserva aquests artefactes invaluables, sinó que també proporciona informació crítica sobre l'evolució de la navegació marítima i les tècniques cartogràfiques.
El Periple d'Adolf Erik Nordenskiöld continua sent un èxit monumental a l'estudi de la cartografia. La seva combinació de rigorosa erudició, reproduccions d'alta qualitat i anàlisi profunda ha assegurat el seu lloc com a recurs clau per a qualsevol persona interessada en la història dels mapes, la navegació i l'exploració. El treball de Nordenskiöld no només preserva el llegat dels primers cartògrafs, sinó que també aprofundeix la nostra comprensió de com els humans han buscat representar i navegar al seu món. Tant per a acadèmics com per a entusiastes, Periplus segueix sent un vincle vital amb la rica i fascinant història de la cartografia, com, per exemple, el Mapamundi d'Andrea Bianco i la Geografia de Ptolemeu .

## Antecedents
Adolf Erik Nordenskiöld (1832–1901), va ser membre de la famosa família suec-finlandesa Nordenskiöld, un llinatge de científics i erudits. La seva carrera va estar marcada per èxits innovadors, inclosa la seva històrica expedició de 1878-1880 a través del Pas del Nordest, que el va convertir en el primer a navegar tota la Ruta del Mar del Nord des d'Europa fins a Àsia. La fascinació de Nordenskiöld per l'exploració i la geografia es va estendre naturalment a l'estudi dels mapes històrics, que considerava tant eines científiques com artefactes culturals.
Abans de Periplus, Nordenskiöld va publicar el Facsimile-Atlas to the Early History of Cartography (trad: Atles facsímil de la història primerenca de la cartografia) en 1889, una obra fonamental que reproduïa i analitzava els primers mapes amb una precisió sense precedents. Periplus es pot veure com una continuació i expansió d'aquest esforç, aprofundint la història de les cartes nàutiques i les adreces de navegació. El treball de Nordenskiöld va ser part d'un moviment més ampli del segle XIX per documentar i preservar el coneixement històric impulsat pels avenços en la tecnologia d'impressió que van permetre reproduccions d'alta qualitat de manuscrits antics.

## Contingut i significat
Periplus està estructurat en diverses seccions, cadascuna de les quals aborda un aspecte diferent de la cartografia primerenca. El llibre es destaca per la inclusió de més de 60 mapes grans de doble pàgina i 100 mapes més petits addicionals incrustats dins del text. Aquests mapes abasten un ampli rang cronològic, des dels antics mapamundis grecoromans fins als mappae-mundi medievals (mapes medievals europeus del món) i els portolans summament detallats del Renaixement.
Una de les contribucions clau de Periplus és el seu enfocament en els aspectes pràctics de la navegació primerenca. Nordenskiöld examina com els mariners utilitzaven cartes i instruccions de navegació (sovint anomenades periploi a l'antiguitat) per navegar pel Mediterrani, l'Oceà Índic i altres regions marítimes clau. Destaca la transició dels mapes medievals simbòlics i sovint especulatius als mapes portolans, més precisos i funcionals, que van sorgir al segle XIII i es basaven en l'observació directa i les orientacions de la brúixola.
El treball de Nordenskiöld també dóna llum sobre els intercanvis culturals i tecnològics que van donar forma a la cartografia. Per exemple, analitza la influència del coneixement de navegació àrab i xinès als mapes europeus, així com el paper de les rutes comercials en la difusió d'informació geogràfica. Les seves reproduccions de mapes rars i desconeguts fan de Periplus un recurs invaluable per comprendre la història interconnectada de l'exploració, el comerç i la ciència.
La minuciositat i precisió del llibre han estat àmpliament elogiades. La meticulosa atenció de Nordenskiöld als detalls i la seva capacitat per a contextualitzar els mapes dins dels seus entorns històrics i culturals estableixen un nou estàndard per als estudis cartogràfics. El seu treball va superar els esforços anteriors de figures com Jomard i el Viscount de Santarem, els qui també havien intentat catalogar i analitzar mapes històrics però no tenien els recursos tecnològics i el rigor acadèmic que Nordenskiöld va aportar a la tasca.

## Recepció
Periplus ha estat aclamat com una referència indispensable per a historiadors, cartògrafs i geògrafs. Les seves reproduccions d'alta qualitat de mapes, molts dels quals abans eren inaccessibles, ho han convertit en una pedra angular dels estudis cartogràfics. El llibre ha estat particularment valuós tant per aquells que estudien la història de la navegació i l'exploració, com per als investigadors interessats en la transició de la cartografia medieval a la moderna, com fou el cas de Julio Rey Pastor.
El seu èmfasi en els usos pràctics dels mapes —com el seu paper en la navegació i el comerç— ha influït en estudis posteriors sobre com es produïa i difonia el coneixement geogràfic. El treball de Nordenskiöld també ha tingut un impacte durador en el camp de la geografia històrica, en preservar i analitzar aquests primers mapes, va ajudar a establir la cartografia com una disciplina que uneix les humanitats i les ciències, explicat al pròleg de Johan Adolf Ekelöf i Clements R. Markham en l'edició facsímil de 1970.
| « | "Nordenskiöld no només va destacar com a explorador de l'Àrtic, sinó que també va fer contribucions significatives a la geografia històrica a través del seu estudi i publicació de mapes antics. La seva obra Facsimile-Atlas to the Early History of Cartography (1889) és considerada un treball fonamental per a la comprensió de l'evolució de la cartografia i la geografia històrica." | » |

A part de les seves contribucions acadèmiques, Periplus ha inspirat una apreciació més àmplia per l'art i l'artesania dels primers mapes. Les reproduccions del llibre ressalten els intricats detalls de la cartografia medieval i renaixentista, recordant als lectors que els mapes no són només eines científiques sinó també artefactes culturals que reflecteixen els valors, creences i aspiracions dels seus creadors.